# Griechische Badmintonmeisterschaft 2015
Die Griechische Badmintonmeisterschaft 2015 fand vom 18. bis zum 19. April 2015 in Sidirokastro statt. 

## Medaillengewinner
| Disziplin    | Gold                                      | Silber                                | Bronze                                     |
| ------------ | ----------------------------------------- | ------------------------------------- | ------------------------------------------ |
| Herreneinzel | Panagiotis Skarlatos                      | Angelos Kyriakopoulos                 | Georgios Galvas                            |
| Herreneinzel | Panagiotis Skarlatos                      | Angelos Kyriakopoulos                 | Stamatis Tsigirdakis                       |
| Dameneinzel  | Iliana Mantouka                           | Eleni Melikidou                       | Irini Tenta                                |
| Dameneinzel  | Iliana Mantouka                           | Eleni Melikidou                       | Paschalia Kosmidou                         |
| Herrendoppel | Georgios Galvas Panagiotis Skarlatos      | Thomas Leventis Paschalis Melikidis   | Dimitrios Skrontas Axilleas Tsartsidis     |
| Herrendoppel | Georgios Galvas Panagiotis Skarlatos      | Thomas Leventis Paschalis Melikidis   | Angelos Kyriakopoulos Antonios Chatzifotis |
| Damendoppel  | Aristea Apostolidou Eleni Melikidou       | Evgenia Vaggeli Iliana Mantouka       | Angeliki Georgiadou Anna Maria Farsakoglou |
| Damendoppel  | Aristea Apostolidou Eleni Melikidou       | Evgenia Vaggeli Iliana Mantouka       | Nikoletta Diamela Magdalini Tsioumleki     |
| Mixed        | Stamatis Tsigirdakis Ioanna Kontou-Founta | Vasileios Parisis Aristea Apostolidou | Petros Tentas Irini Tenta                  |
| Mixed        | Stamatis Tsigirdakis Ioanna Kontou-Founta | Vasileios Parisis Aristea Apostolidou | George Kyriakopoulos Evgenia Vaggeli       |